# Melothria campestris
Melothria campestris är en gurkväxtart som först beskrevs av Charles Victor Naudin, och fick sitt nu gällande namn av H.Schaef. och S.S.Renner. Melothria campestris ingår i släktet Melothria och familjen gurkväxter. Inga underarter finns listade i Catalogue of Life.